# Lord Weary's Castle
Lord Weary's Castle é o segundo livro de poesia de Robert Lowell, originalmente publicado em 1946. No ano seguinte, o autor venceu o Prêmio Pulitzer de Poesia.
Muitos dos poemas dessa coleção foram versões revisadas de poemas do primeiro livro de Lowell, Land of Unlikeness (1944). Tanto a primeira como a segunda obra tratam da conversão do escritor do Episcopalismo para o Catolicismo e exploram o ladro negro do legado puritano nos Estados Unidos da América.